# Kunie Kitamoto
Kunie Kitamoto (北本 久仁衛 Kitamoto Kunie?), född 18 september 1981 i Nara prefektur, är en japansk fotbollsspelare.
Kitamoto började sin karriär 2000 i Vissel Kobe. Han spelade 394 ligamatcher för klubben.